# إلما ستروم
إلما ستروم (بالسويدية: Elma Ström)‏ هي ممثلة سويدية، ولدت في 3 أبريل 1822 في  في السويد، وتوفيت في 14 يوليو 1899 في Hedvig Eleonora Parish ‏ في السويد.